# Mellicta phaisanella
Mellicta phaisanella är en fjärilsart som beskrevs av Ruggero Verity 1950. Mellicta phaisanella ingår i släktet Mellicta och familjen praktfjärilar. Inga underarter finns listade i Catalogue of Life.